# Zanele Muholi
Zanele Muholi (Umlazi (Durban), 19 juli 1972) is een Zuid-Afrikaans fotograaf. Muholi staat bekend om de betrokken fotografie en verbeelding van de  lesbische identiteit. Eind 2013 won Muholi de Prins Claus Prijs.

## Jeugd en opleiding
Muholi is het kind van Ashwell en Bester Muholi en komt uit een gezin met vijf kinderen. Muholi volgde een cursus fotografie aan de Market photo workshop in Newtown, Johannesburg. In 2009 studeerde Muholi af aan de Ryerson-universiteit in Toronto op een scriptie over de visuele geschiedenis van de lesbische identiteit in Zuid-Afrika.

## Tentoonstellingen
Vanaf het begin van haar carrière heeft Muholi met haar werk aandacht gevraagd voor de positie van homo's in Zuid-Afrika. Dat gebeurde al in de eerste tentoonstelling, Visual Sexuality, Only half the picture in de Johannesburg Art Gallery, in 2004. Vervolgens waren er, naast Zuid-Afrika (onder andere in Kaapstad), ook exposities in onder meer Atlanta, Lagos, Milaan, Nottingham, Toronto en Wenen. In Nederland was Muholi aanwezig in Amsterdam (Afrovibes Festival, 2006) en Eindhoven (MU, 2010). In 2011 exposeerde Muholi bij IHLIA LGBT Heritage met de tentoonstelling Faces and Phases samen met Gabrielle Le Roux die haar schilderijen van transgenders toonde: Proudly African & Transgender. Muholi exposeerde ook in Antwerpen (Galerie Verbeeck, 2013). In december 2013 was in Atria (Amsterdam) de tentoonstelling Schoonheid en schaduw met werk van Muholi te zien. In 2015 was werk van Muholi te zien in Frauen Museum Wiesbaden in Duitsland. Van juli tot oktober 2017 was er een expositie in het Stedelijk Museum Amsterdam.

## Prijzen
Muholi ontving wereldwijd diverse prijzen, zoals de Casa Africa Award, de Fanny Eddy accolade en de Freedom of expression award van Index on Censorship, en diverse beurzen, onder meer de Thami Mnyele Residency in Amsterdam (2009) en de Civitella Ranieri Fellowship in 2012. In 2013 won Muholi de Prins Claus Prijs. Het werk is in Zuid-Afrika niet onomstreden; de activistische foto's en documentaires roepen soms homofobe reacties op. Zo liep de Zuid-Afrikaanse minister van cultuur in augustus 2009 boos weg van een tentoonstelling van Muholi's werk, dat ze "immoreel en beledigend" vond.

## Persoonlijk
Muholi is non-binair en wil zelf aangeduid worden met genderneutrale voornaamwoorden; dus in het Engels met 'they'.

## Publicaties
- Zanele Muholi : Faces + Phases 2006-14. Zanele Muholi, Walther Collection. Göttingen, Steidl, 2014. ISBN 978-38-69308-07-4
- Zanele Muholi. Ed. Ricardo Martínez Vázquez [et al.]. Exhibition catalogue, Las Palmas de Gran Canaria, Casa África, Oct. 19, 2011-Jan. 20, 2012. Madrid, Casa África La Fábrica, 2011. ISBN  978-84-15303-46-6
- Queer Malawi. Untold stories. Stories edited by Patricia Watson, photographs by Zanele Muholi. [S.l.], 2010. Geen ISBN
- Zanele Muholi: Only Half The Picture. Ed. and designed by Sophie Perryer. Cape Town, Michael Stevenson, 2006. ISBN 978-0-620-36146-0
- Zanele Muholi: Faces and Phases. Munich [etc.], Prestel, 2010. ISBN 978-3-7913-4495-9
- Prishani Naidoo and Zanele Muholi: Women's bodies and the world of football in South Africa. In: The race to transform. Sport in post-apartheid South Africa. Ed. by Ashwin Desai. Cape Town, HSRC Press, 2010. ISBN 978-0-7969-2319-6 Complete boek online